# Croton peltophorus
Espèce
Croton peltophorus est une espèce de plantes à fleurs du genre Croton et de la famille des Euphorbiaceae, présente du Pérou jusqu'en Bolivie.
Il a pour synonymes :
- Croton caladiifolius, Croizat, 1940
- Croton peltophorus var. cuzcoanus, Croizat,
- Croton pseudogracilipes, Pax et K.Hoffm., 1921
- Croton williamsii, Rusby, 1912
- Oxydectes peltophora, (Müll.Arg.) Kuntze